# 에드먼턴 스팅거스
에드먼턴 스팅거스(영어: Edmonton Stingers)는 캐나다 앨버타주 에드먼턴을 연고지로 하는 CEBL 소속 프로 농구 팀이다.

## 역대 홈경기장
| 에드먼턴 스팅거스    |             |                   |      |
| 경기장               | 사용기간    | 장소              | 비고 |
| 에드먼턴 엑스포 센터 | 2019년~현재 | 앨버타주 에드먼턴 | 빈칸 |